# Paul Wattson
Ne doit pas être confondu avec Paul Watson.
Paul Wattson, né le 16 janvier 1863 à Millington (Maryland) et mort le 8 février 1940 à Garrison (New York), est un prêtre épiscopalien américain converti au catholicisme en 1909. Figure importante de l'œcuménisme, il est notamment le fondateur des Franciscains de l'Atonement. 

## Biographie

### Formation
Il naît le 16 janvier 1863 à Millington (Maryland) sous le nom de Lewis Thomas Wattson. Il est alors le troisième fils du révérend Joseph Wattson et de son épouse Mary Electa. Il étudie à Hall, Burlington, New Jersey, au Collège St. Stephen, à Annandale et à New York. Il étudie ensuite la théologie au séminaire théologique général de New York City puis est ordonné prêtre pour l'Église épiscopale le 12 décembre 1886. Il commence alors son ministère à Port Deposit (Maryland), puis devient recteur de l'église Saint-Jean de Kingston (New York) et devient enfin supérieur d'une mission épiscopale à Omaha en 1895.
À la suite de son noviciat d'un an chez les Pères anglicans de la Sainte-Croix de Westminster, il professe ses vœux le 27 juillet 1900 devant l'évêque Leighton Coleman. Il prend alors le nom de Paul James Francis.

### Œcuménisme et conversion
En 1894, il devient chroniqueur au Pulpit of the Cross, un magazine anglo-catholique. Le 15 décembre 1898, il fonde la société des Franciscains de l'Atonement dans le quartier de Graymoor, à Garrison, en collaboration avec la mère Lurana White. La congrégation a alors pour mission de promouvoir l'unité des chrétiens.
En 1908, le père Paul crée l'octave pour l'unité de l'Église afin de promouvoir l'œcuménisme par la prière. Défenseurs du rapprochement entre les Églises catholique et anglicane, il prend la décision, avec Mère Lurana White, de se convertir au catholicisme le 30 octobre 1909. La même année, les Franciscains de l'Atonement deviennent la première communauté œcuménique à être reçue au sein de l'Église catholique romaine depuis la Réforme. Le Fr. Paul est ensuite ordonné prêtre par Mgr John Farley le 16 juillet 1910.

### Œuvres et réalisations
Parmi ses nombreuses réalisations, Fr. Paul fonde un séminaire à Washington, D.C. ; l'Auberge Saint-Christophe, un refuge pour sans-abri ; The Lamp, un magazine mensuel consacré aux missions et à l'unité des chrétiens ; l'Ave Maria Hour, une émission de radio diffusant les récits de la vie du Christ et celle des saints, et l'Union-That-Nothing-Be-Lost, une organisation fondée en 1903 dans le but de disperser des dons à d'autres organismes de bienfaisance. Il cofonde également l'Association catholique pour le Proche-Orient avec Richard Barry Doyle. 